# محمد تاجران
محمد تاجران (زادهٔ ۱۳۵۵، مشهد) جهانگرد، سفیر صلح، فعال محیط زیست ایرانی و بنیان‌گذار انجمن «ما به درختان نیازمندیم» است.

## زندگی و فعالیت‌ها
محمد تاجران متولد تیرماه سال ۱۳۵۵ در مشهد است. از آذرماه ۱۳۸۵ سفر به دور دنیا با دوچرخه را شروع کرده و تا سال ۱۴۰۲ مسافتی معادل۹۰۰۰۰ کیلومتر را در ۵۲ کشور رکاب زده‌است. عنوان سفیر صلح از سال ۲۰۱۱ توسط فدراسیون جهانی صلح به او اعطا شده‌است.

## انجمن «ما به درختان نیازمندیم»
انجمن «ما به درختان نیازمندیم» یک انجمن غیرانتفاعی است که محمد تاجران در سال ۲۰۱۴ در کشور سوئیس پایه‌گذاری کرد. او کودکان را به عشق ورزیدن و احترام گذاشتن به طبیعت با تأکید بر اهمیت دارا بودن محیط زیستی سالم و پایدار برای زندگی بهتر تشویق می‌کند. این کار را با مراجعه به مدارس، برگزاری کارگاه‌های آموزشی برای کودکان و گفتگو با آن‌ها انجام می‌دهد و از درخت به عنوان عنصری از طبیعت که نماد بخشندگی و زندگی است استفاده می‌کند. تا سپتامبر ۲۰۱۶ محمد بالغ بر ۵۰۰ کارگاه را در بیش از ۱۸۲ مدرسه و در ۵۲ کشور برگزار کرده و به کمک کودکان بیش از هزار درخت در کشورهای مختلف کاشته‌ است.